# Frame (Schrift)
Ein Frame (/freɪm/, engl. für Rahmen) ist im schriftlinguistischen Sinn eine optisch in sich geschlossene Leseeinheit. Im Unterschied zu Graphemen, den operational relevanten schriftlichen Einheiten, sind Frames funktional relevant. Die Abgrenzung verschiedener Frames erfolgt meistens durch Weißraum, d. h. Leerzeichen als horizontale und Zeilendurchschuss als vertikale Abstände in vielen Schriftsystemen, oder durch ein regelmäßiges Raster, in das die Schriftzeichen eingepasst werden.
Der Begriff wird vor allem im Kontext der ostasiatischen Schriftzeichen (Sinogramme) verwendet, denn diese haben immer dieselben zweidimensionalen Ausdehnungen, in die zwei oder mehr Basiszeichen, die zum größten Teil auch autonom vorkommen können, in mitunter komplexer Anordnung eingeschrieben werden. Das Frame kann somit anders als etwa einzelne Buchstaben bereits eine Sinneinheit bilden. Trotzdem werden Wörter oft aus zwei oder mehr solcher Frames zusammengesetzt. In diesem Sinne ist die vom Sinologen John DeFrancis verwendete Definition zu verstehen:

„The frame is the dispensable meaningful unit that corresponds to the smallest segment of writing conventionally receiving special status, such as being surrounded by white space and listed in dictionaries. (…) In English (…) the frame is a word (…).
(…) in Chinese the syllabic element (…) must be viewed as the grapheme, the indispensable phonetic unit without which the system would not work. Whole characters are frames or lexemes (…).“

Diese Frames werden wegen ihrer annähernd quadratischen Form mitunter Tetragramme genannt. Damit werden allerdings auch einige andersartig aufgebaute Zeichen erfasst, die DeFrancis ignoriert: Jamo-Blöcke der koreanischen Hangul sind funktional synthetische Syllabogramme, und die jeweils rund 50 Grundzeichen der japanischen Kana-Syllabare (Hiragana und Katakana) sind analytische Silbenzeichen. Beide Typen haben alleinstehend noch keine lexikale Bedeutung, da sie aussprachebezogene Phonogramme sind; dasselbe gilt umso mehr für vollbreite Buchstaben und Zahlen, die ebenfalls in ostasiatischen Texten verwendet werden.
Die semantischen Einheiten werden in Lexika gesammelt, daher spricht man auch von Lexemen. Der Unterschied zwischen einem Lexem und einem Frame ist:
- ein Lexem bezeichnet die logische Wortwurzel oder das Wortparadigma
- ein Frame bezeichnet die sichtbare Wortform oder -gestalt.

Im klassischen Chinesisch fallen diese Begriffe allerdings häufig zusammen, da weder die Schrift- noch die Lautsprache flektiert, sodass DeFrancis die Begriffe gleichsetzt.
In Alphabetschriften bezeichnet ein Frame entsprechend das graphische Wort, und zwar genauer das graphetische und nicht das graphemische oder orthographische Wort. Abgeschlossene Frames sind für funktionierende Schriftsysteme nicht zwingend nötig, so wurde bspw. die griechische Schrift ursprünglich ohne Spatien geschrieben, sodass die einzelnen Buchstaben die Leseeinheiten waren. Es gilt als sicher, dass die optische Segmentierung von Wörtern und damit die Vergrößerung der Leseeinheit das Lesen erleichtert.
Außer für diese großen Einheiten wird der Begriff Frame manchmal auch für kleinere Einheiten verwendet, nämlich für Phonogramme, die aus (mindestens) einer obligatorischen Basis und optionalen Diakritika zusammengesetzt sind. Dies betrifft neben Buchstaben mit Akzent- oder Tonzeichen vor allem die indischen Schriften, in denen Konsonanten- und Vokalzeichen zu komplexen Ligaturen verschmelzen, deren einzelne Bestandteile graphisch kaum voneinander abzugrenzen sind.